# Anna F. Kohlschütter
Anna F. Kohlschütter (* 1983 in Berlin) ist eine deutsche Regisseurin und Drehbuchautorin.

## Leben
Anna F. Kohlschütter drehte schon während ihrer Schulzeit eigene kleine Kurzfilme und nahm mit ihnen an Filmfestivals teil. Neben der Oberstufe machte sie eine berufsbegleitende Ausbildung zur Medien- und Theaterpädagogin. Nach dem Abitur 2004 folgten Praktika beim Film und Fernsehen (u. a. bei der Novafilm Fernsehproduktion). Von 2005 bis 2008 machte sie eine Ausbildung zur Mediengestalterin Bild- und Ton bei der  ProSiebenSat1 Media AG in Berlin und war im Anschluss als Kamerafrau und Editorin dort und bei N24 tätig. 2009 begann sie ihr Studium der Medien- und Kulturwissenschaften an der Heinrich-Heine Universität Düsseldorf, wechselte dann an die Internationalen Filmschule (IFS) Köln. Dort machte sie 2014 ihren Bachelor of Arts im Bereich Filmregie. Ihr Abschlussfilm Rebecca (2014) gewann den Preis für den Besten Mittellangen Film auf dem Achtung Berlin - new berlin film award. Ihre Webserie Lampenfieber lief 2018 in einem Spezialprogramm auf dem Filmfestival Max Ophüls Preis und ist im April 2018 auf dem Webfest in Vancouver zu sehen. Anna F. Kohlschütter arbeitet als freie Regisseurin und Autorin in Berlin.

## Filmographie
- 2017: Lampenfieber (Webserie)
- 2014: Rebecca (Spielfilm, mittellang)
- 2014: Sag mal, wo bist du? (Dokumentarfilm)
- 2012: Lindenstraße, WDR (1 Folge für Kultnachtfolge 2013 Geißendörfer Film- und Fernsehproduktion KG)
- 2012: Dark Reaper – Mean but Clean (Viraler Clip)
- 2012: Ungeschminkt (Kurzfilm)
- 2011: Cinesoul (Kurzfilm)
- 2010: China Doll (Dokumentarfilm)
- 2002: Pliè (Kurzfilm)

## Publikation
- 2012 „Die Sehnsucht nach Geborgenheit in Rasmus und der Vagabund“ in Astrid Lindgrens Filme – Auralität und Filmerleben im Kinder- und Jugendfilm, Kinder- und Jugendliteratur Intermedial Band 1,Hrsg. Tobias Kurwinkel, Philipp Schmerheim, Annika Kurwinkel, Verlag Königshausen & Neumann GmbH, Würzburg 2012, S. 164–169

## Auszeichnungen (Auswahl)
- 2018: Gewinnerin als „Beste Webserie“ auf dem Snowdance Filmfestival für Lampenfieber
- 2016: Veröffentlichung von Rebecca auf der German Mumbloecore DVD BOX (Daredo Media)
- 2015: Gewinnerin des New Film Award „Bester Mittellanger Film“ für Rebecca auf dem Achtung Berlin – New Berlin Film Award
- 2014: Gewinnerin DEKALOG Filmpreis für Rebecca zum 4. Gebot
- 2014: Ausstrahlung von Rebecca im Programm des WDR “Kurz und Gut” Filmnacht
- 2014: Gewinnerin des „Bildgestalterinnen Preis“ für Rebecca auf dem Internationales Frauen Filmfestival Dortmund/Köln
- 2014: Gewinnerin des UNESCO Salon Video Competition 2014 für Dark Reaper - Mean But Clean auf der UNESCO ESD WORLD CONFERENCE 2014, Nagoya (Japan)
- 2013: Ausstrahlung von Ungeschminkt im Programm des WDR “Kurz und Gut” Filmnacht